# Subaru EN
Subaru EN — рядный четырёхцилиндровый четырёхтактный двигатель, применявшийся в кей-карах японской компании Subaru. Пришёл на смену двухцилиндровому двигателю EK, применявшемуся в кей-карах Subaru с 1958 по 1989 год. Первый двигатель серии EN, EN05, был представлен в 1989 году. В 2012 году двигатель EN был снят с производства.

## Описание
Двигатель EN являлся преемником двухцилиндрового двигателя EK23, который применялся в Subaru Rex. В то время как другие производители выпускали трёхцилиндровые двигатели, Subaru EN — четырёхцилиндровый двигатель объёмом 547 см3. Компания Subaru также выпускала трёхцилиндровый двигатель, получивший название Subaru EF. Он применялся в Subaru Justy. Двигатель EF, который был основан на двигателе EK23, не проходил модернизацию параллельно с ним.
В 1989 году Министерство транспорта Японии пересмотрело стандарты для кей-каров. В результате был налажен выпуск четырёхцилиндровых двигателей EN07 объёмом 660 см3 с увеличенным ходом поршня. Увеличенный ход поршня помог производителю компенсировать недостаток крутящего момента на низких оборотах, который был слабым местом других четырёхцилиндровых двигателей объёмом 660 см3. Хотя четырёхцилиндровые двигатели нехарактерны для кей-каров, компания Subaru продолжала использовать такую компоновку до прекращения производства собственных кей-каров в 2012 году. Трёхцилиндровые двигатели не были такими плавными в работе, но у них были меньшие потери на трение, что обеспечивало лёгкость и экономичность. Тем не менее, в 2009 году двигатель EN07 устанавливался на три из пяти самых экономичных легковых автомобилей кей-каров (возглавляя список третий год подряд), когда двигатель EN был на пике своего развития.
Предшественник, двигатель EK23, применявшийся в Subaru Rex (чьими конкурентами являлись Daihatsu Mira и Suzuki Alto), был оснащён турбонаддувом. В двигателе EN вместо турбонаддува применяется турбонагнетатель. Изначально двигатель назывался Clover 4, так как, в отличие от трёхцилиндровых двигателей, головка блока цилиндров была отлита с изображением клеверного листа. С 28 февраля 2012 года в кей-карах Subaru Sambar, являющихся ребеджинговыми версиями Daihatsu Hijet, применяются трёхцилиндровые двигатели Daihatsu.

## EN05
EN05 — первый двигатель серии EN, представленный в середине 1989 года. Выпускались как атмосферные двигатели с карбюратором, так и инжекторные двигатели (EMPi) с нагнетателем.
- Клапанный механизм: SOHC
- Клапанов: 8
- Объём: 547 см3
- Диаметр цилиндра × ход поршня: 56 мм × 55,6 мм[2]

### EN05A (атмосферный)
- Степень сжатия: 10,0
- Мощность: 28 кВт (38 л. с.) при 7500 об/мин (1989 Subaru Rex)
- Крутящий момент: 44 Н·м при 4500 об/мин (1989 Subaru Rex)

### EN05Z (с нагнетателем)
- Степень сжатия: 8,5
- Мощность: 45 кВт (61 л. с.) при 6400 об/мин (1989 Subaru Rex)
- Крутящий момент: 75 Н·м при 4400 об/мин (1989 Subaru Rex)

## EN07
EN07 — двигатель объёмом 660 см3 с ходом поршня, увеличенным до 66,8 мм, представленный в марте 1990 года.
- Объём: 658 см3
- Диаметр цилиндра × ход поршня: 56,0 мм × 66,8 мм

| Тип   | Клапанов на цилиндр | Клапанный механизм | Топливная система                  | Степень сжатия | Мощность                                     | Крутящий момент                  |
| ----- | ------------------- | ------------------ | ---------------------------------- | -------------- | -------------------------------------------- | -------------------------------- |
| EN07A | 2                   | SOHC               | Карбюратор                         | 10.0:1         | 31 кВт (41 л. с.) при 7000 об/мин            | 52 Н·м при 4500 об/мин           |
| EN07C | 2                   | SOHC               | Карбюратор                         | 9.8:1          | 29 кВт (39 л. с.) при 6500 об/мин            | 54 Н·м при 3500 об/мин           |
| EN07L | 2                   | SOHC               | Карбюратор (LPG)                   | 9.8:1          | Н/Д                                          | Н/Д                              |
| EN07E | 2                   | SOHC               | EMPi                               | 10.0:1         | 39 кВт (52 л. с.) при 7200 об/мин            | 54 Н·м при 5600 об/мин           |
| EN07F | 2                   | SOHC               | EMPi                               | 9.8:1          | 35 кВт (47 л. с.) при 6400 об/мин            | 57 Н·м при 3200 об/мин           |
| EN07S | 2                   | SOHC               | SPI                                | 10.0:1         | 33 кВт (44 л. с.) при 6400 об/мин            | 56 Н·м при 4000 об/мин           |
| EN07V | 2                   | SOHC               | SPI                                | 10.1:1         | 34 кВт (45 л. с.) при 6400 об/мин            | 58 Н·м при 4000 об/мин           |
| EN07Y | 2                   | SOHC               | EMPi, нагнетатель                  | 8.3:1          | 40—43 кВт (54—57 л. с.) при 6200/6000 об/мин | 70—74 Н·м при 3800/4400 об/мин   |
| EN07W | 2                   | SOHC               | SPI, нагнетатель                   | 8.9:1          | 43 кВт (57 л. с.) при 6400 об/мин            | 72 Н·м при 4000 об/мин           |
| EN07U | 2                   | SOHC               | EMPi, нагнетатель, интеркулер      | 8.9:1          | 44 кВт (59 л. с.) при 6400 об/мин            | 75 Н·м при 4000 об/мин           |
| EN07Z | 2                   | SOHC               | EMPi, нагнетатель, интеркулер      | 8.5:1          | 47 кВт (63 л. с.) при 6400/6000 об/мин       | 84—89 Н·м при 4400/3600 об/мин   |
| EN07D | 4                   | DOHC с AVCS        | Инжекторная система подачи топлива | 10.5:1         | 40 кВт (53 л. с.) при 6400 об/мин            | 63 Н·м при 4400 об/мин           |
| EN07X | 4                   | DOHC               | Нагнетатель, интеркулер            | 9.0:1          | 47 кВт (63 л. с.) при 7200/6000 об/мин       | 102—106 Н·м при 3600/3200 об/мин |

### EN07A
Устанавливался на Vivio Van.
- Клапанный механизм: SOHC
- Клапанов: 8
- Степень сжатия: 10,0
- Мощность: 31 кВт (42 л. с.) при 7000 об/мин (KW Subaru Vivio)
- Крутящий момент: 52 Н·м при 4500 об/мин (KW Subaru Vivio)

### EN07C
Двигатель устанавливался на автомобили Sambar ранних выпусков.
- Клапанный механизм: SOHC
- Клапанов: 8
- Степень сжатия: 9,8
- Мощность: 29 кВт (40 л. с.) при 6500 об/мин (KV3 Sambar)
- Крутящий момент: 54 Н·м при 3500 об/мин (KV3 Sambar)

### EN07L
- Клапанный механизм: SOHC
- Клапанов: 8
- Степень сжатия: 9,8

Применения:
- Subaru Sambar
- Subaru Sambar Dias

### EN07E
EN07E — инжекторный двигатель с системой EMPi, пришедший на смену карбюраторному двигателю EN07A.
- Клапанный механизм: SOHC
- Клапанов: 8
- Степень сжатия: 10,0
- Мощность: 39 кВт (53 л. с.) при 7200 об/мин (KK3 VIVIO MT)
- Крутящий момент: 54 Н·м при 5600 об/мин (KK3 VIVIO MT)

### EN07F
EN07F — инжекторный двигатель с системой EMPi, пришедший на смену карбюраторному двигателю EN07C.
- Клапанный механизм: SOHC
- Клапанов: 8
- Степень сжатия: 9,8
- Мощность: 35 кВт (48 л. с.) при 6400 об/мин (TV1 Sambar)
- Крутящий момент: 57 Н·м при 5600 об/мин (TV1 Sambar)

### EN07S
EN07S — двигатель с одноточечным впрыском топлива. Устанавливался на Pleo Van EGI SPI.
- Клапанный механизм: SOHC
- Клапанов: 8
- Степень сжатия: 10,1
- Мощность: 33 кВт (45 л. с.) при 6400 об/мин
- Крутящий момент: 56 Н·м при 4000 об/мин

Применения:
- Subaru Pleo

### EN07V
EN07V — двигатель с системой SPI, пришедший на смену двигателю EN07F с системой EMPi.
- Клапанный механизм: SOHC
- Клапанов: 8
- Степень сжатия: 10,1
- Мощность: 34 кВт (46 л. с.) при 6400 об/мин (TV1/2 и TT1/2 Sambar)
- Крутящий момент: 58 Н·м при 4000 об/мин (TV1/2 и TT1/2 Sambar)

### EN07Y
Двигатель EN07Y, применявшийся в Sambar с заднемоторной компоновкой, изначально имел распределитель зажигания, а с 1996 года — бесконтактное зажигание.
- Клапанный механизм: SOHC
- Клапанов: 8
- Степень сжатия: 8,3
- Мощность: 40 кВт (55 л. с.) при 6200 об/мин (KV4 Sambar Touring); 43 кВт (58 л. с.) при 6000 об/мин (TV1 Sambar Dias)
- Крутящий момент: 70 Н·м при 3800 об/мин (KV4 Sambar Touring); 74 Н·м при 4000 об/мин (TV1 Sambar Dias)

### EN07W
EN07W с системой SPI, ранее называвшийся «mild charge», работал в паре с вариатором в Pleo. Двигатель оснащён нагнетателем низкого давления без промежуточного охлаждения. Мощность и экономия топлива увеличены.
- Клапанный механизм: SOHC
- Клапанов: 8
- Степень сжатия: 8,9
- Мощность: 43 кВт (58 л. с.) при 6400 об/мин
- Крутящий момент: 72 Н·м при 4000 об/мин

Subaru Pleo L (CVT)

### EN07U
EN07U — двигатель с системой EMPi и небольшим интеркулером, пришедший на смену двигателю EN07W.
- Клапанный механизм: SOHC
- Клапанов: 8
- Степень сжатия: 8,9
- Мощность: 44 кВт (60 л. с.) при 6400 об/мин
- Крутящий момент: 75 Н·м при 4000 об/мин

Subaru Pleo L (CVT)

### EN07Z
EN07Z — двигатель, применявшийся в Rex и Pleo RM. Система впрыска топлива EMPi была перепрограммирована для увеличения мощности на низких оборотах двигателя.
- Клапанный механизм: SOHC
- Клапанов: 8
- Степень сжатия: 8,5:1
- Мощность: 47 кВт (64 л. с.) при 6400 об/мин (Subaru Rex VX/Subaru Vivio GX); 47 кВт (64 л. с.) при 6000 об/мин (Subaru Pleo RM)
- Крутящий момент: 84 Н·м при 4400 об/мин (Subaru Rex VX/Subaru Vivio GX); 89 Н·м при 3600 об/мин (Subaru Pleo RM)

### EN07D
EN07D — двигатель с клапанным механизмом DOHC, впервые представленный на Subaru R2. У него головка блока цилиндров с регулируемым газораспределением и прямое зажигание.
- Клапанный механизм: DOHC + AVCS
- Клапанов: 16
- Мощность: 40 кВт (54 л. с.) при 6400 об/мин (R1, R2, Stella)
- Крутящий момент: 63 Н·м при 4400 об/мин (R1, R2, Stella)

Применения:
- Subaru R2
- Subaru R1
- Subaru Stella

### EN07X
Двигатель EN07X впервые был представлен на Vivio RX-R. Впрыск топлива — прямой, кулачок — с большим подъёмом. Ремень ГРМ приводит в движение только выпускной коллектор; привод впускного коллектора осуществляется синхронно. Кроме версий, работающих на обычном бензине, выпускались также версии, работающие на высокооктановом бензине. В Subaru Pleo канал головки блока цилиндров был заменён, поскольку в цилиндре, наиболее удалённом от радиатора, появились повреждения от перегрева.
- Клапанный механизм: DOHC
- Клапанов: 16
- Степень сжатия: 9,0
- Мощность: 47 кВт (64 л. с.) при 7200 об/мин (Subaru Vivio RX-R); 47 кВт (64 л. с.) при 6000 об/мин (Subaru Pleo RS)
- Крутящий момент: 106 Н⋅м при 4000 об/мин (Subaru Vivio RX-R); 103 Н⋅м при 3200 об/мин (Subaru Pleo RS)

Применения:
- Subaru Vivio RX-R
- Subaru Pleo RS
- Subaru R2
- Subaru R1
- Subaru Stella

## EN08
Экспортные модели Subaru часто оснащались четырёхцилиндровым карбюраторным двигателем EN08 объёмом 758 см3. Subaru Rex, продававшийся в Австралии под названием Subaru Fiori, также продавался под названиями M80 и Mini Jumbo на других экспортных рынках. Ход поршня — 77 мм.
- Клапанный механизм: SOHC
- Клапанов: 8
- Диаметр цилиндра × ход поршня: 56,0 × 77,0 мм
- Мощность: 31 кВт (42 л. с.) при 6000 об/мин (M80/Mini Jumbo; Европа)
- Крутящий момент: 59 Н·м при 3600 об/мин (M80/Mini Jumbo; Европа)